# Mons-en-Pévèle
Mons-en-Pévèle település Franciaországban, Nord megyében. Lakosainak száma 2077 fő (2022. január 1.). Mons-en-Pévèle Tourmignies, Thumeries, Attiches, Bersée, Faumont, Mérignies és Moncheaux községekkel határos.

## Népesség
A település népességének változása:
| Lakosok száma | 2136 | 2121 | 2165 | 2134 | 2126 | 2115 | 2105 | 2089 | 2077 |
|               | 2013 | 2015 | 2016 | 2017 | 2018 | 2019 | 2020 | 2021 | 2022 |